# Utahpräriehund
Utahpräriehund (Cynomys parvidens) är en däggdjursart som beskrevs av J. A. Allen 1905. Cynomys parvidens ingår i släktet präriehundar och familjen ekorrar. Inga underarter finns listade.

## Beskrivning
Arten har kanelbrun grundfärg med buksidan ljusare än ryggsidan. Överläpp, haka och det mesta av svansen är vita. I ansiktet har den mörkbruna fläckar kring ögonen. Honorna har fem par spenar. Utahpräriehunden är den minsta arten i sitt släkte, med en kroppslängd av 30,5 till 36 cm, inklusive en svans  på 3 till 6 cm.

## Ekologi
Utbredningsområdet omfattar idag 1 850 km2 av gräsmarker, bergsdalar och andra väldränerade jordar med vegetation tillräckligt låg för att arten skall ha fritt synfält. Eftersom arten i likhet med andra präriehundar är ett kolonibildande djur som konstruerar djupa, komplicerade gångsystem måste jordlagret vara djupt nog – och tillräckligt väldränerat – för att ett sådant system kan grävas ut på frostfritt djup utan att riskera att bli översvämmat. Arten håller ingen egentlig vinterdvala, men de lämnar inte gångsystemet under vintern. De första att dra sig under jord är hanarna, som försvinner ner i gångsystemet redan under augusti till september. Sist är ungdjuren, som i regel stannar uppe till oktober eller november.

### Föda och predation
Utahpräriehunden är dagaktiv, och främst växtätare: Den föredrar blommor framför gräs, och späda löv framför äldre. Stjälkar äts sällan. Ungarna tar mestadels torr vegetation och boskapsspillning. Arten kan även ta insekter, framför allt cikador.
Själv utgör arten föda för nordamerikansk grävling, prärievarg, vesslor och rovfåglar.

### Fortplantning
Arten blir könsmogen vid ett års ålder. Den parar sig en gång per år, mellan april och maj. Efter omkring en månads dräktighet föder honan mellan 2 och 10 (vanligtvis 3 till 5) ungar. De diar modern till omkring 7 veckors ålder och lämnar det underjordiska boet för första gången vid omkring 6 veckors ålder.

## Utbredning
Denna präriehund förekommer i södra delen av delstaten Utah i USA.

## Status
IUCN kategoriserar arten globalt som starkt hotad (EN), och populationen minskar. Nedgången har pågått länge; arten ansågs tidigare som ett skadedjur för boskapsuppfödarna, och beskylldes för att äta upp grödan för boskapen. Av detta skäl blev den föremål för flera federalt stödda utrotningskampanjer med gift. 1920, före giftkampanjernas införande, uppskattades populationen av utahpräriehund till 95 000; 2004 En studie från början av 1970-talet (giftkampanjerna upphörde 1973) beräknade populationen till 3 300 individer.
Populationens storlek 2008 uppskattas vara under 10 000 individer. Nuvarande hot är fortsatt (illegal) giftutläggning och avskjutning, habitatförlust på grund av upplöjning och byggnation samt pestutbrott inom populationen (präriehundarna är en betydande reserv för pestsmitta i USA, till skillnad från olika råttarter i andra länder).